# Campeonato Africano de Atletismo de 2018 - Lançamento de dardo feminino
A prova do lançamento de dardo feminino do Campeonato Africano de Atletismo de 2018 foi disputada no dia 4 de agosto, no Estádio Stephen Keshi, em Asaba, na Nigéria. 

## Recordes
Antes desta competição, os recordes mundiais e do campeonato nesta prova eram os seguintes:
|                       | Nome              | Nacionalidade | Distância | Local       | Data                   |
| --------------------- | ----------------- | ------------- | --------- | ----------- | ---------------------- |
| Recorde mundial       | Barbora Špotáková | Chéquia       | 72m 28cm  | Estugarda   | 13 de setembro de 2008 |
| Recorde do campeonato | Sunette Viljoen   | África do Sul | 65m 32cm  | Marraquexe  | 13 de agosto de 2014   |
| Recorde africano      | Sunette Viljoen   | África do Sul | 69m 35cm  | Nova Iorque | 9 de junho de 2012     |

## Medalhistas
| Ouro                  | Prata                | Bronze                |
| Kelechi Nwanaga (NGR) | Jo-Ane van Dyk (RSA) | Josephine Lalam (UGA) |

## Cronograma
Todos os horários são locais (UTC+1). 
| Data        | Hora  | Evento |
| ----------- | ----- | ------ |
| 4 de agosto | 19:05 | Final  |

## Resultado final
| Posição           | Atleta              | Nacionalidade   | #1    | #2    | #3    | #4    | #5    | #6    | Resultado | Notas |
| ----------------- | ------------------- | --------------- | ----- | ----- | ----- | ----- | ----- | ----- | --------- | ----- |
| Medalha de ouro   | Kelechi Nwanaga     | Nigéria         | 49.22 | x     | 51.81 | 53.67 | 56.96 | 51.55 | 56.96     |       |
| Medalha de prata  | Jo-Ane van Dyk      | África do Sul   | 52.21 | 50.81 | 53.72 | 51.96 | 53.11 | 53.29 | 53.72     |       |
| Medalha de bronze | Josephine Lalam     | Uganda          | 51.33 | 48.98 | 48.59 | 44.37 | 46.58 | 48.60 | 51.33     |       |
| 4                 | Damacline Nyekereri | Quênia          | 31.05 | 45.78 | 50.67 | 50.94 | x     | 43.24 | 50.94     |       |
| 5                 | Selma Rosun         | Ilhas Maurícias | x     | 49.99 | 50.65 | 48.98 | 48.73 | x     | 50.65     |       |
| 6                 | Lucy Aber           | Uganda          | 45.28 | 45.05 | x     | 49.39 | 48.53 | 46.65 | 49.39     |       |
| 7                 | Kenifing Traore     | Mali            | 45.65 | 45.76 | 46.40 | 46.08 | 48.86 | 48.26 | 48.86     |       |
| 8                 | Bizunesh Tadesse    | Etiópia         | 43.15 | 42.39 | 41.74 | 43.66 | 40.68 | 41.47 | 43.66     |       |

Legenda
| Recorde mundial       | Recorde mundial (World record)               |                       | Recorde africano                      | Recorde africano (African) |                                           | Q | Classificado por posição (Qualified) |
| Recorde do campeonato | Recorde do campeonato (Championship record)  | Recorde da América    | Recorde da América (Americas)         | q                          | Classificado por melhor tempo (Qualified) |   |                                      |
| Melhor marca do ano   | Melhor marca do ano (World leading)          | Recorde asiático      | Recorde asiático (Asian)              | DNS                        | Não largou (Did not start)                |   |                                      |
| Recorde nacional      | Recorde nacional (National record)           | Recorde europeu       | Recorde europeu (European)            | DNF                        | Não terminou (Did not finish)             |   |                                      |
| Recorde pessoal       | Recorde pessoal do atleta (Personal best)    | Recorde da Oceania    | Recorde da Oceania (Oceania)          | DSQ / DQ                   | Desclassificado (Disqualified)            |   |                                      |
| Recorde da temporada  | Recorde da temporada do atleta (Season best) | Recorde sul-americano | Recorde sul-americano (South America) | NM                         | Sem marca (No mark)                       |   |                                      |